# Burttia
Burttia é um género botânico pertencente à família Connaraceae.